# Stenodactylus
Stenodactylus, del griego clasico στενός (stenós), "delgado", y δάκτυλος (dáktulos), "dedo", es un género de gecos de la familia Gekkonidae. Es un género que está representado por especies de tierra relativamente pequeñas, principalmente son insectívoras .
Se encuentran en el norte África yOriente Medio.

## Especies

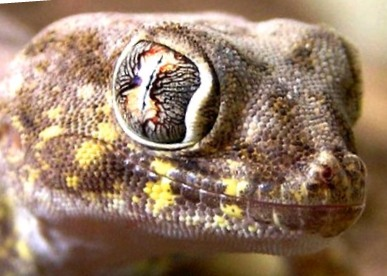
Stenodactylus affinis.

Se reconocen las siguientes 13 especies:
- Stenodactylus affinis (Murray, 1884)
- Stenodactylus arabicus (Haas, 1957)
- Stenodactylus doriae (Blanford, 1874)
- Stenodactylus grandiceps Haas, 1952
- Stenodactylus leptocosymbotes Leviton & Anderson, 1967
- Stenodactylus mauritanicus (Guichenot, 1850)
- Stenodactylus petrii Anderson, 1896
- Stenodactylus pulcher Anderson, 1896
- Stenodactylus sharqiyahensis Metallinou & Carranza, 2013
- Stenodactylus slevini Haas, 1957
- Stenodactylus stenurus Werner, 1899
- Stenodactylus sthenodactylus (Lichtenstein, 1823)
- Stenodactylus yemenensis Arnold, 1980